# Стефан Капичич
Стефан Капичич (роден на 1 декември 1978 година в Кьолн, Германия) е сръбски актьор.

## Биография и кариера
Син е на известния баскетболист Драган Капичич, световен и европейски шампион, и актрисата Слободанка Жугич. Връща се с родителите си в Белград, когато е на три години. През детските си години присъства на всички възможни театрални представления изнасяни в Белград, като същевременно взема и уроци.
След завършване на средно училище записва философия, а под влиянието на майка си изучава и актьорско майсторство. Проявява желание да стане баскетболист като баща си, но се отказва, смятайки, че няма да стане толкова добър, колкото него. В Академията за драматични изкуства в Белград, считана за една от най-реномираните в Европа, му преподават професор Гордана Марич и професор Миня Дедич.
През първата си година в академията получава предложение за присъединяване към Народния театър и участва в пиесата „Съпругата на Хасан ага“. Скоро кариерата му процъфтява и в резултат на това последват около 50 участия в театрални представление, сред които „Венецианският търговец“ на Шекспир, „Електра“ и „Прометей“ на Еврипид, „Братя Карамазови“ на Достоевски, „Смърт“ на Уди Алън и др.
Участва в редица пиеси и филмови продукции, включително и ситкоми, снима се в реклами, дава гласа си за анимационни филми. Първото му участие в холивудски филм е в „Тарикатите Блум“ (ориг. заглавие: The Brothers Bloom, 2008), където е немски собственик на бар. Носител е на награда за най-добър дебютант на 38-ия Нишки филмов фестивал, състоял се през 2003 година, а същата година получава награда на Фестивала за актьорски постижения в сферата на фантастичните филми за ролята си на Бане във филма на режисьора Милош Петричич „Скоро сасвим обична прича“.